# Eritrichium tuvinense
Eritrichium tuvinense är en strävbladig växtart som beskrevs av Mikhail Grigoríevič Popov. Eritrichium tuvinense ingår i släktet Eritrichium och familjen strävbladiga växter. Inga underarter finns listade i Catalogue of Life.